# Long Sutton (Hampshire)
Long Sutton – wieś w Anglii, w hrabstwie Hampshire, w dystrykcie Hart. Leży 36 km na północny wschód od miasta Winchester i 65 km na południowy zachód od Londynu.